# Fernandocrambus derelicta
Fernandocrambus derelicta là một loài bướm đêm trong họ Crambidae.